# Хирш, Джадд
Джадд Сеймор Хирш (англ. Judd Seymore Hirsch; род. 15 марта 1935) — американский актёр. Хирш наиболее известен благодаря своей длительной карьере на телевидении, где он сыграл ведущие роли в ситкомах «Такси» (1978—83) и «Дорогой Джон» (1988—92). На позднем этапе карьеры он взял на себя роли второго плана в «4исла» (2005—10) и «Вечность» (2014—2015).
Хирш за свою карьеру получил две премии «Эмми» и «Золотой глобус» за работы в телевизионных комедиях, а также две «Тони» за выступления в бродвейских пьесах. Он также номинировался на «Оскар» за исполнение ролей второго плана в фильмах «Обыкновенные люди» (1980) и «Фабельманы» (2022), тем самым установив рекорд по самому длинному периоду между номинациями — 42 года.

## Ранние годы
Джадд Хирш родился в еврейской семье: его отец — Джозеф Сидни Хирш, мать — Салли Хирш (в девичестве Кицис). Джадд имеет брата по имени Роланд Хирш. Вырос в Бруклине, изучал физику в городской школе Нью-Йорка. В 1952 году окончил колледж и вступил в Армию США. До театральной деятельности работал инженером.

## Карьера
Актёр впервые вышел на сцену в 1962 году, в кино начал сниматься с 1971 года. Наиболее известен по роли в ситкоме «Такси», где играл вместе с Кристофером Ллойдом, Дэнни де Вито, Энди Кауфманом. Снимался в таких фильмах, как «Бег на месте» Сидни Люмета, «День независимости» Роланда Эммериха, «Игры разума» Рона Ховарда. С 2005 по 2010 год он исполнял одну из главных ролей в сериале «4исла».
В 2016 году Хирш появился в комедийном телесериале «Теория Большого взрыва» в роли отца Леонарда.

## Личная жизнь
Хирш был дважды женат. Первый раз — в 1956—1967 годах, второй раз женился в 1992 году на Бонни Чалкин. У него трое детей — Александр, Монтана Ева и Лондон. Сейчас он живёт в Нью-Йорке.

## Избранная фильмография
- 1973 — Серпико / Serpico — полицейский
- 1978—1983 — Такси / Taxi — Алекс Ригер
- 1980 — Обыкновенные люди / Ordinary People — доктор Тайрон Бэргер
- 1984 — Учителя / Teachers — Роджер Рубелл
- 1988 — Бег на месте / Running on Empty — Артур Поуп / Пол Менфилд
- 1996 — День независимости / Independence Day — Джулиус Левинсон
- 1999 — Рокки Марчиано / Rocky Marciano — Эл Уайлл
- 2001 — Игры разума / A Beautiful Mind — Хелинджер
- 2005 — 2010 — 4исла / Numb3rs — Алан Эппс
- 2006 — Том идёт к мэру / Tom Goes to the Mayor — заключённый (эпизод «Spray a Carpet or Rug»)
- 2010 — Хранилище 13 / Warehouse 13 — Иззи Вайсфельд, отец Арти Нильсона
- 2011 — Как украсть небоскрёб / Tower Heist — мистер Саймон
- 2011 — Где бы ты ни был / This Must Be the Place — Мордекай Мидлер
- 2014 — Акулий торнадо 2: Второй по счёту / Sharknado 2: The Second One — таксист Бен
- 2014—2015 — Вечность / Forever — Эйб
- 2015—2019 — Голдберги / The Goldbergs — дедушка Бен
- 2016 — День независимости: Возрождение / Independence Day: Resurgence — Джулиус Левинсон
- 2016 — Теория Большого взрыва / The Big Bang Theory — Альфред Хофстедтер
- 2017—2018 — Лучшие пончики / Superior Donuts — Артур Пржибижевски
- 2019 — Неогранённые драгоценности / Uncut Gems — Гуи
- 2022 — Фабельманы / The Fabelmans — дядя Борис Шилдкраут

## Награды
- 1981 — премия «Эмми» лучшему актёру комедийного сериала («Такси»)
- 1983 — премия «Эмми» лучшему актёру комедийного сериала («Такси»)